# Rumunia na Zimowych Igrzyskach Paraolimpijskich 2018
Rumunia na Zimowych Igrzyskach Paraolimpijskich 2018 – występ kadry sportowców reprezentujących Rumunię na igrzyskach paraolimpijskich w Pjongczangu w 2018 roku.
W kadrze wystąpił jeden zawodnik rywalizujący w zawodach snowboardowych. Wziął udział w dwóch konkurencjach: crossie i slalomie. Zajął w nich 11. miejsca.

## Reprezentanci
| Zawodnik       | Dyscyplina   | Konkurencja | Podgrupa | Czas    | Strata | Miejsce | Źródło      |
| -------------- | ------------ | ----------- | -------- | ------- | ------ | ------- | ----------- |
| Mihăiță Papară | Snowboarding | Cross       | SB-LL1   | 1:20,35 | +19,62 | 11.     | [ 4 ] [ 5 ] |
| Mihăiță Papară | Snowboarding | Slalom      | SB-LL1   | 1:10,85 | +18,95 | 11.     | [ 6 ]       |